# Sten Aaröe
Sten Magens Aaröe, född den 7 januari 1923 i Stockholm, död 7 maj 2011, var en svensk filmfotograf. Han regisserade även några reklam- och informationsfilmer. 

## Filmfoto i urval
- 1956 – Åsa-Nisse flyger i luften
- 1955 – Åsa-Nisse ordnar allt
- 1955 – Bröderna Östermans bravader
- 1954 – Åsa-Nisse på hal is
- 1954 – De röda hästarna